# Shinsetsu Samurai Spirits Bushidō Retsuden
Shinsetsu Samurai Spirits Bushidō Retsuden (真説 サムライ スピリッツ 武士道烈伝 Shinsetsu Samurai Supirittsu: Bushidō Retsuden?, "Definitive Samurai Spirits: Tales of the Bushido") es un videojuego de rol para el sistema Neo Geo CD de SNK, que vuelve a contar los eventos de Samurai Shodown y Samurai Shodown II con mayor detalle. Fue portado a Sega Saturn y PlayStation.

## Jugabilidad
La configuración básica del juego es muy similar a la mayoría de los juegos de rol de consola, como Final Fantasy. Los personajes recorren un supramundo, ingresan a pueblos y mazmorras y se involucran en batallas, que ocurren en una pantalla separada. Las opciones del menú permiten equipar armaduras y accesorios, así como el uso de artículos.
Al principio, el jugador tiene la opción de elegir entre seis personajes para que sean el personaje "principal" de la historia. El esquema básico de la trama no difiere mucho para ninguno de ellos, pero cada uno tenía un diálogo diferente en el juego, y cada uno también tenía escenas especiales únicas que entrarían en mayor detalle del personaje. Además, para ajustarse mejor a la continuidad de los personajes, ciertas historias se modificaron ligeramente según el capítulo seleccionado. En el transcurso del juego, otros dos personajes también pueden unirse al grupo (a menos que el héroe sea Genjuro, que solo gana un compañero en su segunda historia). Además, el segundo capítulo también presenta un nuevo personaje, Shippuu no Reon (疾風の鈴音), cuyo nombre se traduce aproximadamente como "El sonido de los vientos de vendaval". Todos los personajes de los dos primeros juegos de Samurai Shodown hacen acto de presencia, ya sea como ayudantes temporales, elementos de la trama o enemigos.
Combat incluye una opción para ingresar manualmente los movimientos del joystick para los diversos movimientos especiales, como en los juegos de arcade, en lugar de simplemente seleccionar los movimientos de una lista.
Si bien se pueden comprar y equipar armaduras y accesorios, cada personaje tiene la misma arma durante todo el juego. Los personajes pueden visitar herreros para templar y fortalecer sus armas. Estos herreros también pueden infundir las armas con uno de los diversos elementos del juego, lo que hace que los golpes normales del arma y los movimientos especiales seleccionados sean más efectivos contra ciertos enemigos.

## Desarrollo
La historia de desarrollo del juego tiene bastante historia. Fue anunciado para su desarrollo en 1995, y sufrió muchos retrasos en el proceso, siendo finalmente liberado unos años después. Durante algún tiempo abundaron los rumores de que nunca iba a salir. Se planeó un lanzamiento en Estados Unidos para el tercer trimestre de 1997 (solo unos meses después del lanzamiento en Japón), but it never materialized.
Como se imaginó originalmente, el juego se dividiría en tres episodios: uno para cada uno de los tres juegos de la serie. Durante un tiempo, iba a ser un Neo Geo CD exclusivo, pero las presiones financieras y de desarrollo hicieron que SNK también lo lanzara para los otros dos sistemas actuales. SNK decidió que cada versión contendría solo dos de los tres episodios, lo que requería que un jugador comprara dos copias del juego para obtener la historia completa. Este plan resultó en una reacción negativa significativa de los fanáticos y fue descartado.
Finalmente, a medida que avanzaba el desarrollo, se tomó la decisión ejecutiva de descartar el tercer capítulo por completo y centrarse únicamente en los dos primeros, para permitir que el juego se lanzara antes.

## Lanzamiento
Si bien el juego principal es muy similar entre las versiones, existen diferencias estéticas y de juego entre las versiones para Neo Geo CD y PlayStation/Saturn.
- La versión para Neo Geo CD tiene mucha más animación en los sprites de combate que PS y Saturn, incluidas posturas inactivas únicas para cada personaje y animaciones de muerte especializadas para monstruos.
- La versión para Neo Geo CD tiene menús más ornamentados y coloridos, mientras que las versiones de PS y Saturn tienen menús bastante vacíos, morados y verdes.
- Los movimientos en la versión para Neo Geo CD tienen un aspecto y una sensación más suaves que los demás.
- En el mapa del mundo exterior, la versión para Neo Geo CD usa una versión reducida del sprite de personaje de mazmorra/abajo. La versión para PS usa un sprite completamente nuevo.
- El Neo Geo CD se ejecuta en su resolución nativa de 304x224, mientras que PS y Saturn se ejecutan en 320x240.
- La versión para Neo Geo CD tiene menos pausas entre clips de audio que las demás.
- La versión de PS y Saturn tiene cortes de animación significativos en las animaciones de caminar/correr de los personajes.
- La versión para PS permite al jugador seleccionar la fuerza de un ataque normal después de elegir un objetivo, mientras que la versión para Neo Geo CD no lo hace.
- La versión para PS muestra una barra Active Time Battle, de la que carece la Neo Geo CD.
- La versión para PS tiene música de mayor calidad que cualquiera de las otras dos versiones, debido a muestras de PCM de mayor calidad.

Las diferencias más obvias entre las tres versiones son los modos de bonificación que se desbloquean después de terminar el juego.
- Neo Geo CD: Se habilita un tercer "minicapítulo", en el que el jugador controla a Hisame Shizumaru mientras deambula, encontrando cameos de varios personajes de SNK de otros juegos.
- PlayStation: Se habilita un modo de "historia paralela", que permite al jugador ver secuencias no interactivas sobre muchos de los otros personajes de la serie.
- Saturn: Se habilita un modo de entrevista, que permite al jugador ver una secuencia larga y no interactiva sobre los diversos personajes, rompiendo con frecuencia la cuarta pared. Este contenido adicional también está disponible en la versión para PlayStation, a través de un archivo guardado pirateado.

## Recepción
Según Famitsu, Shinsetsu Samurai Spirits Bushidō Retsuden en Neo Geo CD vendió más de 20,256 copias en su primera semana en el mercado. "Famitsu" también informó que las versiones de PlayStation y Sega Saturn vendieron más de 37.353 y 28.122 copias respectivamente en su primera semana en el mercado.